# Marco Antonio Flores
Marco Antonio Flores también conocido como El Bolo, (23 de marzo de 1937-Ciudad de Guatemala, 26 de julio de 2013) fue un escritor, poeta, ensayista y periodista guatemalteco. Considerado una de las plumas más eminentes de la literatura guatemalteca, perteneció a la generación cultural revolucionaria de la década de 1970.
Fue catedrático de la Universidad Rafael Landívar y de la Universidad San Carlos en Guatemala y, mientras se encontraba exiliado en México por las dictaduras militares que azotaban su país, obtuvo una beca del Sistema Nacional de Creadores del Fondo Nacional para la Cultura y las Artes de México. El apodo de “Bolo” estaba relacionada con su afición al alcohol, aunque prefería relacionarlo con su torpeza para jugar al fútbol. 
Entre sus publicaciones, destacan la colección de poesías La voz acumulada (1964), Muros de luz (1968), La derrota (1972), Persistencia de la memoria (1992), Crónica de los años de fuego (1993), Un ciego fuego en el alma (1995), Reunión, Poesía completa, Volumen I (1992) y Volumen II (2000). Entre sus novelas destaca Los compañeros (1976) y En el filo (1993) (ambas relacionadas con sus vivencias en la militancia en  entidades revolucionarias en su país), Los muchachos de antes (1996), Las batallas perdidas (1999), La siguamonta (1993) y Cuentos completos (1999). Su última novela Viaje hacia la noche es un intento de hacer una autobiografía donde narra los capítulos más importantes de su vida con ironía y autocrítica.
Flores consiguió Premio Nacional de Literatura Miguel Ángel Asturias de 2006 en Guatemala.
Flores falleció en su casa después de marcharse, en contra de la opinión médica, del hospital Roosevelt donde permanecía internado desde el 19 de junio, como consecuencia de un accidente de tráfico que tuvo en Cuilapa, Santa Rosa.